# Baker (Misuri)
Baker es una villa inactiva ubicada en el condado de Stoddard, Misuri, Estados Unidos. Según el censo de 2020, tiene una población de 3 habitantes.

## Geografía
Está ubicada en las coordenadas 36°46′25″N 89°45′41″O / 36.77361, -89.76139. Según la Oficina del Censo de los Estados Unidos, tiene una superficie de 0.53 km², correspondientes en su totalidad a tierra firme.

## Demografía
Según el censo de 2020, hay 3 personas residiendo en la zona. La densidad de población es de 5.7 hab./km². La totalidad de los habitantes son blancos. Del total de la población, el 33.33% es hispano o latino.